# Thelotrema lecanodeum
Thelotrema lecanodeum är en lavart som beskrevs av Nyl. 1876. Thelotrema lecanodeum ingår i släktet Thelotrema och familjen Thelotremataceae.   Inga underarter finns listade i Catalogue of Life.